# 千葉県道270号木更津袖ケ浦線
千葉県道270号木更津袖ケ浦線（ちばけんどう270ごう きさらづそでがうらせん）は、千葉県木更津市と袖ケ浦市を結ぶ一般県道。内房線および国道16号に並行する。

## 路線データ
- 起点：木更津市文京・幸町・請西 信号交差点（国道16号交点）
- 終点：袖ケ浦市坂戸市場 坂戸市場交差点（千葉県道87号袖ケ浦中島木更津線交点）
- 総延長：8.711 km（君津土木事務所管内：8.711 km[1]）
- 重用延長：2.790 km（君津土木事務所管内：2.790 km）
- 実延長：5.921 km（君津土木事務所管内：5.921 km[1]）
- 認定年月日：1989年（平成元年）12月26日

## 路線状況

### 重複区間
- 千葉県道90号木更津富津線（太田・朝日 - 県道長須賀交差点）

### 道路施設
- 矢那川橋（矢那川、文京・請西・大和・太田）
- 小櫃橋（小櫃川、坂戸市場）

## 地理

### 通過する自治体
- 千葉県
  - 木更津市 - 袖ケ浦市

### 交差する道路・鉄道
- 国道16号長浦木更津バイパス（木更津市文京・請西）
- 千葉県道23号木更津末吉線・千葉県道222号木更津停車場線）（木更津市東中央・大和・太田）
- 千葉県道90号木更津富津線（木更津市太田・朝日）
- 千葉県道90号木更津富津線（木更津市朝日・長須賀＝県道長須賀交差点）
- 久留里線（木更津市長須賀）
- 千葉県道235号巌根停車場線（木更津市本郷・高柳＝巌根駅入口交差点）
- 国道409号（木更津市高柳＝高柳交差点）
- CA東京湾アクアライン連絡道（木更津市高柳）※高柳交差点の上を立体交差
- 千葉県道87号袖ケ浦中島木更津線（袖ケ浦市坂戸市場＝坂戸市場交差点）

### 沿線
- 千葉県立木更津高等学校
- 太田山公園
- 木更津市立西清小学校
- 木更津市立岩根中学校